# Resistenti, Storie di donne e uomini che hanno lottato per la giustizia
Resistenti, Storie di donne e uomini che hanno lottato per la giustizia (Insoumis) è un saggio del filosofo bulgaro Cvetan Todorov del 2015.
Il libro affronta, in modo personale, le biografie di personaggi che hanno deciso di reagire a soprusi e terrore senza farsi guidare dall'odio e dalla violenza.
Todorov ripercorre ed analizza le vite di Etty Hillesum, Germaine Tillion, Boris Pasternak, 
Aleksandr Solženicyn, Nelson Mandela, Malcolm X, David Shulman, Edward Snowden. 
Le biografie sono precedute da un'Avvertenza che spiega come la bozza del libro fosse già conclusa al momento dell'attacco 
terroristico alla redazione di "Charlie Hebdo" e da "Motivazioni" che spiegano cosa ha spinto l'autore ad affrontare le biografie.

## Edizione italiana
- Resistenti, Storie di donne e uomini che hanno lottato per la giustizia, trad. Emanuele Lana, Milano, Garzanti, 2015 ISBN 978-88-11-67089-6